# Stauropoctonus bicarinatus
Stauropoctonus bicarinatus är en stekelart som först beskrevs av Joseph Augustine Cushman 1947.  Stauropoctonus bicarinatus ingår i släktet Stauropoctonus och familjen brokparasitsteklar. Inga underarter finns listade i Catalogue of Life.